# Kindeswille
Kindeswille ist der von einem Kind geäußerte Wille.

## Entwicklungspsychologie
Das Dorsch – Lexikon der Psychologie definiert ihn als „die altersgemäß stabile und autonome Ausrichtung des Kindes auf erstrebte, persönlich bedeutsame Zielzustände.“
Damit der Kindeswille aus psychologischer Sicht beachtlich ist, muss er nach Harry Dettenborn auf verständlichen, berechtigten, nachvollziehbaren Beweggründen beruhen und autonom, intensiv, stabil, ernsthaft und zielorientiert sein. Er muss Ausdruck der eigenen Bedürfnisse und nicht nur Reaktion auf die – gegebenenfalls auch nur vermeintlichen – Wünsche eines Elternteils sein. Auch muss das Kind über die Folgen seines Wunsches im Klaren sein. Ein stabiler Wille muss über eine gewisse Zeit, auch unter unterschiedlichen Umständen, beibehalten werden. Ist der Kindeswille nicht autonom, wird von einem teilweise oder ganz induzierten Kindeswillen gesprochen.

## Familiengerichtliche Verfahren in Deutschland
In Kindschaftssachen, die seine Person betreffen, wird der Kindeswille in einer persönlichen Anhörung des Kindes ermittelt. Mit dieser Regelung wurden die in der UN-Kinderrechtskonvention verankerten Kindesinteressen umgesetzt.
Nach § 159, § 34 des Gesetzes über das Verfahren in Familiensachen und in den Angelegenheiten der freiwilligen Gerichtsbarkeit (FamFG) hat das Gericht sich einen persönlichen Eindruck vom Kind zu verschaffen. Minderjährige ab dem 14. Lebensjahr sind gem. § 9 Abs. 1 Nr. 3 FamFG insbesondere verfahrensfähig. Hat das Gericht dem Kind nach § 158 einen Verfahrensbeistand bestellt, soll die persönliche Anhörung in dessen Anwesenheit stattfinden.